# Donbas Arena
De Donbas Arena, Oekraïens: Донбас Арена, is een voetbalstadion in Donetsk, een stad in het oosten van Oekraïne. Het stadion is in augustus 2009 geopend en het dient als thuishaven voor de Oekraïense topclub FC Sjachtar Donetsk. Het stadion biedt plaats aan 51.504 toeschouwers. Het stadion is de opvolger van het RSK Olimpijskyj. De naam van het station is afgeleid van de Donbas-regio, waarin Donetsk zelf is gelegen. In deze streek in Oekraïne worden veel ertsen gewonnen, en aangezien Sjachtar van oorsprong een mijnwerkersclub is, is de naam symbolisch. Het stadion is goedgekeurd door de UEFA en is geschikt bevonden voor het niveau van Europa League finales.
Beyoncé deed in 2009 in de Donbas Arena een optreden tijdens haar tournee I Am... World Tour.

## Russisch-Oekraïense oorlog
Tijdens de Russisch-Oekraïense Oorlog is de Donbas Arena zwaar beschadigd. Er worden sinds mei 2014 geen wedstrijden meer gespeeld. De wedstrijden van Sjachtar Donetsk werden in Lviv gespeeld, die van Metalurg in Kiev.

## Europees kampioenschap voetbal 2012
Tijdens het EK 2012 werden vijf wedstrijden in dit stadion gespeeld. Drie wedstrijden van groep D, Engeland tegen Frankrijk, Oekraïne tegen Frankrijk en Engeland tegen Oekraïne. Daarnaast werden twee wedstrijden van de play-off in de Donbas Arena gespeeld. Eén ontmoeting in de kwartfinale en één in de halve finale.
De volgende wedstrijden werden tijdens het EK 2012 in de Donbas Arena gespeeld.
| Datum        | Tijd (MEZT / OEZT) | Team 1    | Res. | Team 2    | Ronde        | Toeschouwers |
| ------------ | ------------------ | --------- | ---- | --------- | ------------ | ------------ |
| 11 juni 2012 | 18.00 / 19.00      | Frankrijk | 1–1  | Engeland  | Groep D      | 47.400       |
| 15 juni 2012 | 20.45 / 21.45      | Oekraïne  | 0–2  | Frankrijk | Groep D      | 48.000       |
| 19 juni 2012 | 20.45 / 21.45      | Engeland  | 1–0  | Oekraïne  | Groep D      | 48.700       |
| 23 juni 2012 | 20.45 / 21.45      | Spanje    | 2–0  | Frankrijk | Kwartfinale  | 47.000       |
| 27 juni 2012 | 20.45 / 21.45      | Portugal  | 0–0  | Spanje    | Halve-finale | 49.500       |

Oekraïne: Donbas Arena (Donetsk) · Arena Lviv (Lviv) · Metaliststadion (Charkov) · NSK Olimpiejsky (Kiev)

Polen: Nationaal Stadion (Warschau) · Arena Gdańsk (Gdańsk) · Stadion Miejski (Poznań) · Stadion Miejski (Wrocław)